# 苑世军
苑世军（1949年11月—），河北邢台人，汉族，原湖北省军区司令员、駐港部隊副司令員、第十一届全国人民代表大会解放军代表。
毕业于中央党校法律专业，是中共党员。曾担任湖北省军区司令员。廣東省軍區副司令員 2008年起担任全国人大代表。因涉嫌严重违纪，2014年10月军委纪委对其立案调查，2015年2月移送军事司法机关依法处理。